# USS Lawrence (DD-8)
USS Lawrence (DD-8), osmi razarač klase Bainbridge u sastavu američke ratne mornarice. Ime je dobio po Jamesu Lawrenceu.

## Povijest
Kobilica je položena 10. travnja 1899. u brodogradilištu Fore River Ship & Engine Company u Weymouthu. Porinut je 7. studenog 1900. i u operativnu uporabu primljen 7. travnja 1903.

### Operativna uporaba
Dodijeljen 2. Torpednoj Flotili, Lawrence je služio duž Istočne obale i u Karibima preko četiri godine. Ljeti je sudjelovao u vježbama uz obale Nove Engleske a zimi uz Key West. U Philadelphiji je 14. studenog 1906. povučen iz uporabe.
U službu je vraćen 23. srpnja 1907. kako bi s Torpednom Flotilom nastavio djelovanje u okolici Norfolka sve do proljeća kada je sudjelovao u plovidbi oko Južne Amerike do San Diega kao podrška Velikoj Bijeloj Floti.
Kao dio 3. Torpedne Flotile, Lawrence je služio na pacifičkoj obali gotovo cijelo desetljeće, ploveći sve od Kanade na sjeveru do Paname na jugu. Ljeto 1914. proveo je uz obale Meksika štiteći američke i druge strane državljane tijekom nemira uzrokovanih tamošnjom revolucijom. Ulaskom Sjedinjenih država u Prvi svjetski rat Lawrence se prebazirao u Središnju Ameriku gdje je štitio ulaz u Panamski kanal. Ovu je dužnost obavljao do svibnja 1918. kada je premješten u Key West na Floridi. Na početku 1919. je otplovio u Philadelhiju gdje je i konačno povučen iz operativne uporabe 20. lipnja. 3. siječnja 1920. prodan je privatniku Josephu G. Hitneru.

### Zapovjednici
Izvor podataka:
| - André Morton Proctor (7. travnja 1903. – 9. prosinca 1905.) - Thomas Charles Hart (9. prosinca 1905. – 14. studenog 1906.) Izvan službe od 14. studenog 1906. – 23. srpnja 1907. - Ernest Friedrick (1907. – 1. lipnja 1908.) - Alfred Graham Howe (1. lipnja 1908. – 27. srpnja 1909.) - Charles Sylvanus Kerrick (27. srpnja 1909. – 13. veljače 1910.) - Martin Kellogg Metcalf (13. veljače 1910. – 29. srpnja 1910.) - Ernest Arthur Swanson (29. srpnja 1910. – 6. prosinca 1910.) | - Walter Kenneth Kilpatrick (6. prosinca 1910. – 30. prosinca 1910.) - Earl Roof Shipp (30. prosinca 1910. – 1911.) - John Enoch Pond (1911. – 1914.) - Merritt Hodson (1914. – 1915.) - Bernard Oviatt Wills (1915. – 1916.) - James Grady Ware (1916. – 1917.) - William Kelly beard (23. prosinca 1917. – 20. lipnja 1919.) |